# Jonah Bolden
Jonah Anthony Bolden (* 2. Januar 1996 in Melbourne, Victoria) ist ein australischer Basketballspieler.

## Laufbahn
Der Sohn des ehemaligen Basketballprofis Bruce Bolden begann seine Vereinskarriere im Alter von fünf Jahren bei den Bankstown Bruins in Sydney. 2013 ging er in die Vereinigten Staaten und spielte in der Saison 2013/14 für die Mannschaft der Brewster Academy im Bundesstaat New Hampshire. Von 2014 bis 2016 war er Mitglied der Basketballmannschaft der University of California, Los Angeles (UCLA). Im Spieljahr 2014/15 bestritt er kein Spiel, 2015/16 stand er in 31 Partien für UCLA auf dem Feld und erzielte 4,6 Punkte sowie 4,8 Rebounds je Begegnung. Bolden entschloss sich anschließend, ins Profilager zu wechseln. Er spielte bei FMP Belgrad in Serbien, beim Draftverfahren der NBA im Jahr 2017 gingen die Rechte am Australier an die Philadelphia 76ers. Er verbrachte das Spieljahr 2017/18 bei der israelischen Spitzenmannschaft Maccabi Tel Aviv. Mit Maccabi nahm er auch an der EuroLeague teil.
Im Juli 2018 statteten ihn die Philadelphia 76ers mit einem Vertrag aus. Im Februar 2020 wurde Bolden aus dem Aufgebot Philadelphias gestrichen, der Australier war in der Saison 2019/20 nur in vier NBA-Spielen zum Einsatz gekommen und hatte meist für die Ausbildungsmannschaft Delaware Blue Coats auf dem Feld gestanden. Mitte Februar 2020 unterzeichnete er bei den Phoenix Suns einen Vertrag über zehn Tage.
Er verlegte sich hernach auf Tätigkeiten im Finanzwesen. Nach langer Basketballpause wurde Bolden im Juni 2023 in seinem Heimatland von den Sydney Kings unter Vertrag genommen. Für Sydney erzielte er während des Spieljahres 2023/24 im Durchschnitt 8,5 Punkte und 6,4 Rebounds je Begegnung. Er wechselte anschließend nach Puerto Rico, zur Saison 2024/25 schloss er sich den New Zealand Breakers an.

### Nationalmannschaft
Bolden war Mitglied der australischen Auswahl, die 2013 an der U19-Weltmeisterschaft teilnahm. Er stand im Vorfeld der Weltmeisterschaft 2019 im Aufgebot der australischen Nationalmannschaft, verließ die Mannschaft aber vor dem Turnier aus persönlichen Gründen.